# Sucker Punch Productions
A Sucker Punch Productions LLC é uma desenvolvedora norte-americana de jogos eletrônicos sediada em Bellevue. Foi fundada em 1997 e foi uma empresa independente até 2011, quando foi adquirida pela Sony Interactive Entertainment. A Sucker Punch é mais conhecida pelo desenvolvimento dos jogos das séries Sly Cooper e Infamous.

## Jogos
| Ano  | Título                                | Plataforma                            |
| ---- | ------------------------------------- | ------------------------------------- |
| 1999 | Rocket: Robot on Wheels               | Nintendo 64                           |
| 2002 | Sly Cooper and the Thievius Raccoonus | PlayStation 2                         |
| 2004 | Sly 2: Band of Thieves                | PlayStation 2                         |
| 2005 | Sly 3: Honor Among Thieves            | PlayStation 2                         |
| 2009 | Infamous                              | PlayStation 3                         |
| 2011 | Infamous 2                            | PlayStation 3                         |
| 2011 | Infamous: Festival of Blood           | PlayStation 3                         |
| 2014 | Infamous Second Son                   | PlayStation 4                         |
| 2014 | Infamous First Light                  | PlayStation 4                         |
| 2020 | Ghost of Tsushima                     | PlayStation 4, PlayStation 5, Windows |
| 2021 | Ghost of Tsushima: Legends            | PlayStation 4, PlayStation 5, Windows |
| 2025 | Ghost of Yōtei                        | PlayStation 5                         |